# Son honneur
Son honneur est un prédicat honorifique principalement utilisé dans les pays du Commonwealth pour qualifier les lieutenants-gouverneurs ainsi que les maires. Aux États-Unis, il est utilisé pour s'adresser aux juges.

## Droit d'usage
Au Canada, les lieutenants-gouverneurs ainsi que leurs épouses portent ce prédicat seulement durant leur mandat. Celui d'« honorable », en revanche, est conservé à vie par le lieutenant-gouverneur seulement. Lors d'une conversation avec le représentant de la reine ainsi que leur conjointe, l'étiquette exige que l'on commence par « Son Honneur Monsieur le Lieutenant-gouverneur »  ou « Madame le Lieutenant-gouverneur» et on poursuit avec « Monsieur le Lieutenant-gouverneur »  ou « Madame le Lieutenant-gouverneur»  et un verbe conjugué à la 3e personne de politesse. Dans la réalité, on emploiera une 2e personne du pluriel de politesse. En ce qui a trait aux anciens lieutenants gouverneurs, le simple titre de civilité « Monsieur » ou « Madame » est la norme. 
Depuis peu, le tableau des titres pour le Canada reconnaît le préfixe « honorable »  aux juges des cours provinciales et territoriales. L'ancien préfixe honorifique « Son Honneur » n'est donc plus de mise.
Pour ce qui est des maires et mairesses, les droits d'usages sont identiques à ceux des lieutenants-gouverneurs, à l'exception de l'appel lors d'une conversation ou l'on commence par « Son Honneur » et on poursuit avec « Monsieur le Maire »  ou « Madame la Mairesse ». Le conjoint(e) ne porte cependant pas le prédicat honorifique. Il va sans dire que bien peu de gens connaissent et respectent l'existence de cette formulation au Canada, tant il est vrai qu'elle est ampoulée et réservée aux actes, courriers et cérémonies officiels.

## Source
- Cérémonial et promotion des symboles canadiens - Formules épistolaires